# Hashim Ali
Hashim Ali (Mombasa, 17 de agosto de 2000) es un futbolista keniata, nacionalizado catarí, que juega en la demarcación de centrocampista para el Al Sadd SC de la Liga de fútbol de Catar.

## Selección nacional
Tras jugar en varias categorías inferiores de la selección, finalmente debutó con la selección de fútbol de Catar el 7 de septiembre de 2018 en un partido amistoso contra China que finalizó con un resultado de 1-0 tras el gol de Almoez Ali.

## Clubes
| Club                  | País  | Año       | Partidos | Goles |
| --------------------- | ----- | --------- | -------- | ----- |
| Al-Arabi SC (cedido)  | Catar | 2019      | 6        | 0     |
| Al Sadd SC            | Catar | 2019-2021 | 26       | 2     |
| Al-Rayyan SC (cedido) | Catar | 2021-2022 | 19       | 4     |
| Al Sadd SC            | Catar | 2022-     | 17       | 1     |